# Kračali
Kračali – wieś w Słowenii, w gminie Sodražica. W 2018 roku liczyła 33 mieszkańców.